# Sitrah
Sitrah (arabiska: سِتْرَة) är en ö i Bahrain. Den ligger i Huvudstadsprovinsen, i den nordöstra delen av landet, 8 kilometer sydost om huvudstaden Manama.
På Sitrah är det i huvudsak tätbebyggt.